# Voetentraining
Voetentraining is een niet-operatieve behandelwijze voor verschillende voetaandoeningen zoals hallux valgus (scheve grote teen), fasciitis plantaris (hielspoor), metatarsalgie (voorvoetpijn), tailor’s bunion, klauw- en hamertenen, Mortons neuroom, hallux rigidus en hallux limitus, en platvoeten. Bij voetentraining staat het doen van oefeningen centraal, die zijn samengesteld om gericht te werken aan de specifieke problemen die horen bij de betreffende voetklacht. Voetentraining wordt steeds meer erkend als een effectief alternatief voor traditionele behandelmethoden zoals operaties en het gebruik van steunzolen.

## Achtergrond
Alle voetklachten zijn te herleiden tot gebrekkige beweeglijkheid in één of meerdere van de 33 gewrichten in de voet, verminderde spierkracht van de spieren in de voet of instabiliteit van de voetbogen. Bij de meeste voetaandoeningen is het beleid om te starten met conservatieve behandelingen, bijvoorbeeld met steunzolen. Als dit niet helpt en de klachten ernstig zijn, volgt bij hallux valgus, klauwtenen of een Mortons neuroom eventueel een operatie.
De traditionele behandelingen hebben gemeen dat ze zich richten op het corrigeren van de afwijking of het verminderen van pijn en ongemak. Hoewel deze methoden voor veel patiënten effectief kunnen zijn, brengen ze ook risico’s met zich mee, zoals complicaties van de operatie, langdurige hersteltijd, of blijvende afhankelijkheid van orthopedische hulpmiddelen.
Sinds de late jaren 2010 is het trainen van de voeten in opkomst als benadering voor herstel van voetklachten. Voetentraining is gebaseerd op het principe dat de spieren en de gewrichten van de voet getraind kunnen worden om de kracht en de souplesse van de voet te verbeteren. Hierdoor wordt de voet sterker en stabieler. Voetentraining omvat een uitgekiend trainingsprogramma dat op een gerichte manier de oorzaken aanpakt die bij de betreffende voetaandoening horen. Voorbeelden hiervan zijn stabilisatie van de voetboog (bij klauw- en hamertenen) of het rekken van de peesplaat en het beweeglijker maken van de voetgewrichten (hielspoor). Door op deze manier gericht te werken aan de specifieke problemen die bij een aandoening horen, kan de voet beter gaan functioneren, de pijn verminderen of verdwijnen en kunnen afwijkingen in sommige gevallen worden gecorrigeerd of verminderd zonder dat een operatie nodig is.
In de richtlijn voor hallux valgus voor orthopedisch chirurgen is sinds 2021 oefentherapie opgenomen als alternatief voor andere niet-operatieve opties zoals steunzolen.

### Voor- en nadelen van voetentraining
Een belangrijk voordeel is het niet-invasieve karakter van het trainen van de voeten. In tegenstelling tot operaties, waarbij de hersteltijd wel een jaar kan duren en er complicaties kunnen optreden, is voetentraining een veilige, niet-invasieve methode zonder herstelperiode.
Voetentraining biedt nog enkele andere voordelen ten opzichte van traditionele behandelmethoden:
- Versterking van de voetstructuur: door de gerichte oefeningen worden de spieren en structuren in de voet versterkt, wat kan helpen bij het herstellen van de natuurlijke voetboog en het verbeteren van de algehele voetstabiliteit.
- Betere voetfunctie en pijnreductie: veel patiënten melden een vermindering van pijn en een verbetering in de werking van hun voeten nadat zij gedurende enige tijd een gerichte voetentraining hebben gevolgd.
- Duurzame resultaten: voetentraining richt zich op het actief herstellen van de balans en kracht in de voet, wat kan leiden tot duurzame resultaten zonder dat de patiënt blijvend gebruik moet maken van passieve hulpmiddelen zoals steunzolen.

Als belangrijkste nadeel van voetentraining kan worden gezien dat het succes van de behandeling voor een groot deel afhankelijk is van langere tijd (vier tot zes maanden) consequent oefenen door de patiënt.

## Werkwijze en oefeningen
Voetentraining bestaat uit series oefeningen, die per voetaandoening verschillen. Deze oefeningen kunnen onder begeleiding van een gespecialiseerd fysiotherapeut of oefentherapeut worden uitgevoerd of via een online omgeving worden gevolgd. De oefeningen richten zich op het verbeteren van:
- Spierkracht: versterkende oefeningen voor de spieren van de voet en de tenen.
- Flexibiliteit: rek- en strekbewegingen om de mobiliteit te verbeteren van de tenen en de gewrichten in de voet.
- Balans en stabiliteit: oefeningen die de propriocepsis (het vermogen om de positie van lichaamsdelen waar te nemen) en de stabiliteit van de voetboog verbeteren.

Een consistente aanpak van minstens vier tot zes maanden trainen is vaak nodig om significante verbeteringen in voetfunctie en pijnvermindering te bereiken. De effectiviteit van de training hangt af van de ernst van de aandoening en de toewijding van de patiënt aan het trainingsprogramma.